# Wāzin
Wāzin (arabisch وازن) ist eine Stadt im Westen von Libyen an der Grenze zu Tunesien. Sie befindet sich im Nalut, am westlichen Rand des Dschabal Nafusa und liegt etwa 360 km südwestlich von Tripolis. Die nächste größere Stadt ist Nalut 50 km durch die Berge entfernt. Eine andere Route führt durch die Siedlungen Ghezaia und Takhut.
Der Zensus 2006 ergab eine Einwohnerzahl von 3.849, die Seite simplemaps.com gibt den Stand vom Mai 2025 mit 3.792 an.

## Geschichte

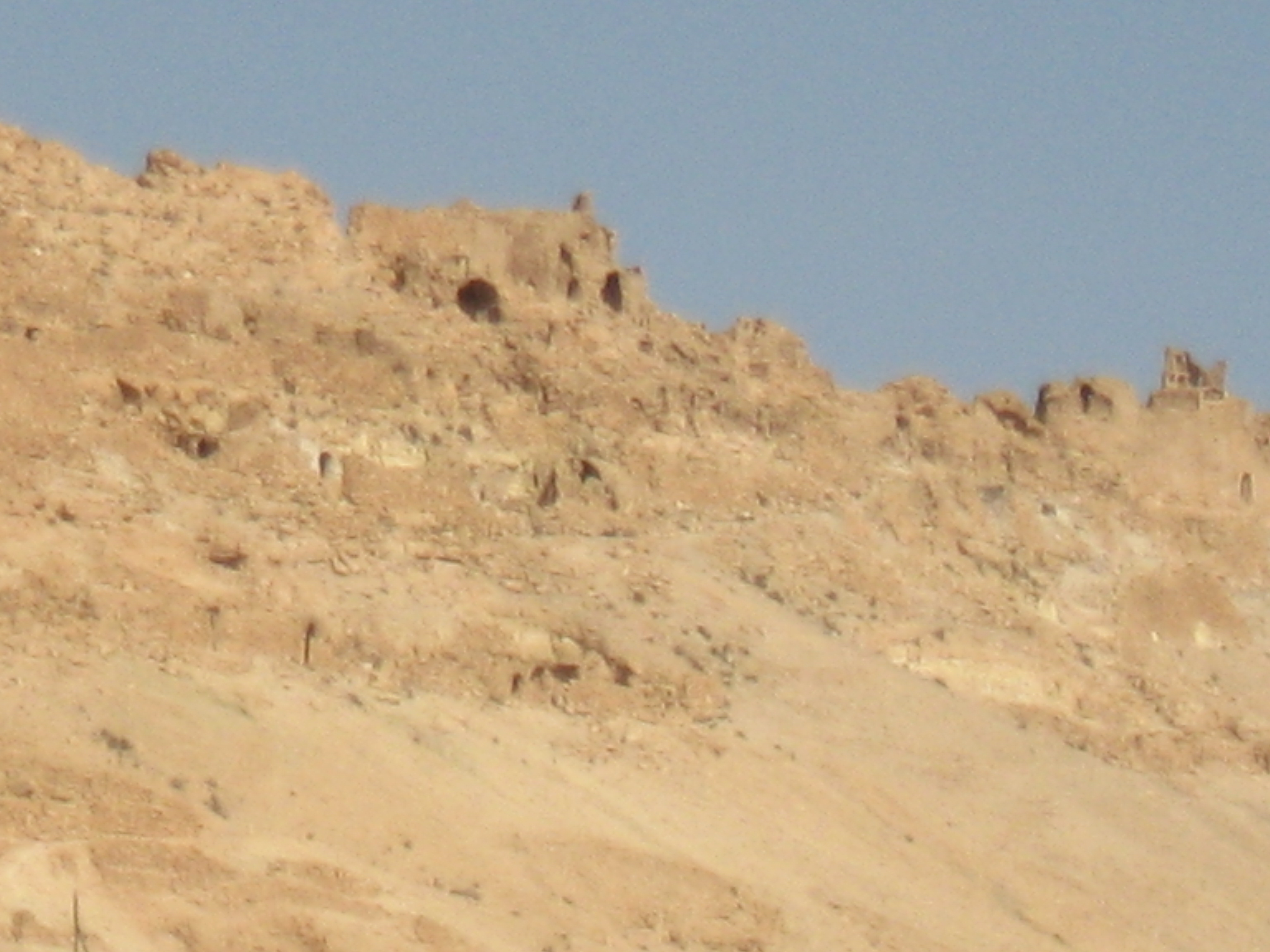
Ruinen der Gasr Wazin

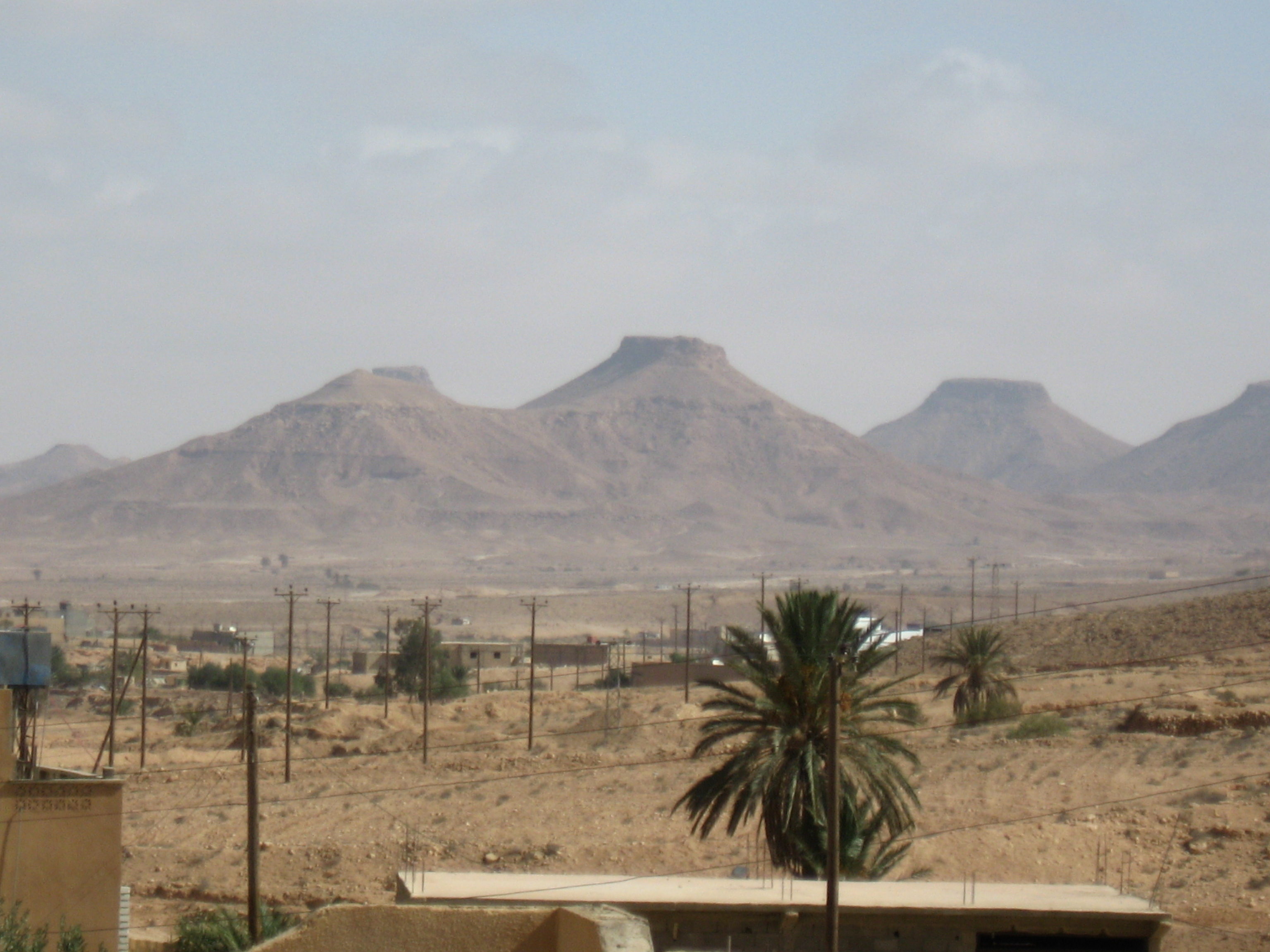
Wazin vor dem Dschabal Nafusa

Im Zentrum der Altstadt von Wāzin befindet sich die 1482 (860 nach der Hidschra) erbaute Festung Gasr Wazin. Das rechteckige Gebäude inkludiert 360 Zimmer auf 4 Etagen und eine Zisterne in der Mitte, welche auch als Kornspeicher genutzt wird. Unter der Altstadt bewegten sich die Frauen in Tunneln durch die Stadt, ohne fremden Männern zu begegnen.
Am 21. April 2011, während des Bürgerkriegs in Libyen, übernahmen die Rebellen die Stadt. Dabei gewannen sie die Kontrolle über den Grenzübergang. Die Rückeroberung am 28. April führte zu Kämpfen, die teilweise auch auf die tunesische Stadt Dahibah übergriffen. Die aktuelle Lage ist unklar: Seit Anfang August 2011 soll Wāzin wieder in der Macht der Rebellen sein.

## Nachweise
1. ↑  LIBYEN - Staat Libyen. Wāzin. In: citypopulation.de. Abgerufen am 7. Juli 2025.
2. ↑  Libya Cities Database. Wāzin. In: https://simplemaps.com. Abgerufen am 7. Juli 2025.
3. ↑  Alqusur wa Atturuq liman Yurid Jabal Nafusa min Trabulus. Ibrahim Sulaiman Asshemmakhy, ISBN 9959-23-112-7
4. ↑  blogs.aljazeera.net (Memento vom 6. März 2012 im Internet Archive)